# Désobéissance (песня)
«Désobéissance» (с фр. — «Неповиновение») — песня, записанная французской певицей Милен Фармер для её одноимённого студийного альбома. Слова песни написала сама исполнительница, автором музыки стал Леон Дойчманн, продюсерами выступили Kimotion. Песня была выпущена в качестве третьего сингла (четвертого, если считать промосингл «Sentimentale») 5 октября 2018 года.
Песня получила положительные отзывы критиков, в частности позитивную оценку дали Télé Loisirs, RFI, Le Monde.
Видеоклип на песню вышел 28 ноября 2018 года на официальный канал исполнительницы на YouTube. Режиссером стал Бруно Авейан.

## Список композиций
Выход сингла на физических носителях (CD и Винил) состоялся 3 мая 2019 года.
- Versions Originale — 3:59
- Sylvain Armand Remix (Extended) — 4:07
- Lude Remix — 3:39
- Swindlers Remix (Extended) — 5:08
- Mico C Remix (Extended) — 5:22
- Version Instrumentale — 3:59